# Hệ thống Tycho

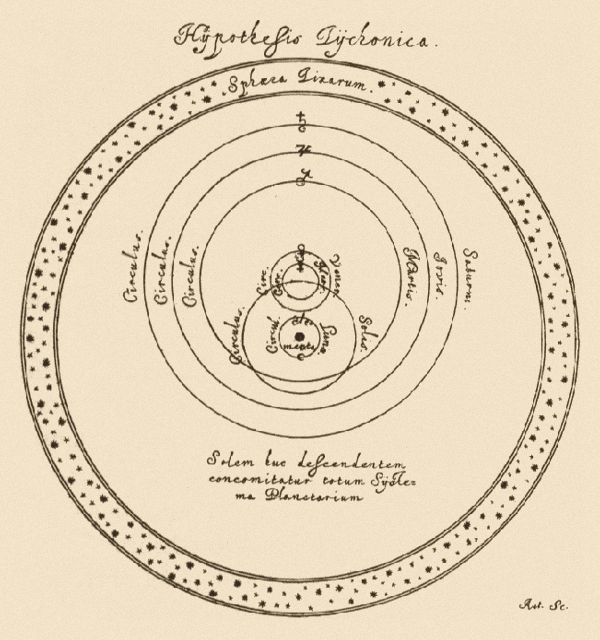
Một minh họa thế kỷ 17 về Giả thuyết Tychonica từ cuốn sách Selenographia của Hevelius, viết năm 1647 trang 163, theo đó Mặt trời, Mặt trăng và các ngôi sao quay quanh Trái đất, trong khi năm hành tinh trong hệ Mặt Trời đã biết (Sao Thủy, Sao Kim, Sao Hỏa, Sao Mộc và Sao Thổ) quay quanh Mặt trời.

Hệ thống Tycho, với các vật thể quay quanh Trái đất được hiển thị trên quỹ đạo màu xanh lam và các vật thể quay xung quanh Mặt trời được hiển thị trên quỹ đạo màu cam. Xung quanh hệ Mặt Trời là một quỹ đạo của các ngôi sao, xoay quanh Trái Đất.

Hệ thống Tycho (hay hệ thống Tychonia) là một mô hình của Hệ Mặt Trời do Tycho Brahe xuất bản vào cuối thế kỷ 16, kết hợp những gì ông thấy là lợi ích toán học của hệ thống Copernicvới lợi ích triết học và "vật lý" của hệ thống Ptolemy. Mô hình này có thể được lấy cảm hứng từ Valentin Naboth và Paul Wittich, một nhà toán học và thiên văn học người Silesia. Một mô hình tương tự đã tiềm ẩn trong các tính toán một thế kỷ trước đó của Nilakantha Somayaji thuộc trường thiên văn học và toán học Kerala.
Về mặt khái niệm, đây là một mô hình địa tâm: Trái Đất nằm ở trung tâm của vũ trụ, Mặt Trời, Mặt Trăng và các ngôi sao xoay quanh Trái Đất và năm hành tinh khác xoay quanh Mặt trời. Đồng thời, chuyển động của các hành tinh tương đương về mặt toán học với chuyển động trong thuyết nhật tâm của Copernicus dưới một phép biến đổi tọa độ đơn giản, do đó, miễn là không có luật về lực nào được đưa ra để giải thích tại sao các hành tinh di chuyển như mô tả, thì không có lý do toán học nào để lựa chọn hệ thống Tycho hoặc hệ thống Copernic.